# Кульчинська сільська рада
| Кульчинська сільська рада — сільська рада у Турійському районі Волинської області з адміністративним центром у селі Кульчин. Сільській раді підпорядковані населені пункти: - с. Кульчин - с. Мировичі - с. Ставок |

## Склад ради
Рада складається з 16 депутатів та голови.

### Керівний склад ради
| ПІБ                         | Основні відомості                                                 | Дата обрання | Дата звільнення |
| --------------------------- | ----------------------------------------------------------------- | ------------ | --------------- |
| Сарахман Микола Віталійович | Сільський голова, 1961 року народження, освіта, безпартійний      | 26.03.2006   | 31.10.2010      |
| Сарахман Микола Віталійович | Сільський голова, 1961 року народження, освіта вища, безпартійний | 31.10.2010   |                 |

Примітка: таблиця складена за даними джерела

## Загальні відомості
Історична дата утворення: в 1939 році. Водоймища на території, підпорядкованій даній раді: річка Турія.
В Кульчинвській сільській раді працює 1 середня школа, 1 клуб, 1 бібліотека, 1 медичний заклад, 1 відділення зв'язку, 1 АТС на 100 номерів, 7торговельних закладів.
Всі села сільської ради газифіковані, крім с. Мировичі. Дороги здебільшо з ґрунтовим покриттям. Стан доріг задовільний.

## Населення
Згідно з переписом УРСР 1989 року чисельність наявного населення сільської ради становила 1439 осіб, з яких 665 чоловіків та 774 жінки.
За переписом населення України 2001 року в сільській раді мешкало 727 осіб.

### Мова
Розподіл населення за рідною мовою за даними перепису 2001 року:
| Мова       | Відсоток |
| ---------- | -------- |
| українська | 99,18 %  |
| російська  | 0,54 %   |
| білоруська | 0,27 %   |